# Казахское имя
Казахская антропонимия — совокупность антропонимов, то есть собственных имён для именования человека в казахском языке. Казахский именник отличается большим разнообразием и включает как исконно казахские, так и заимствованные имена.

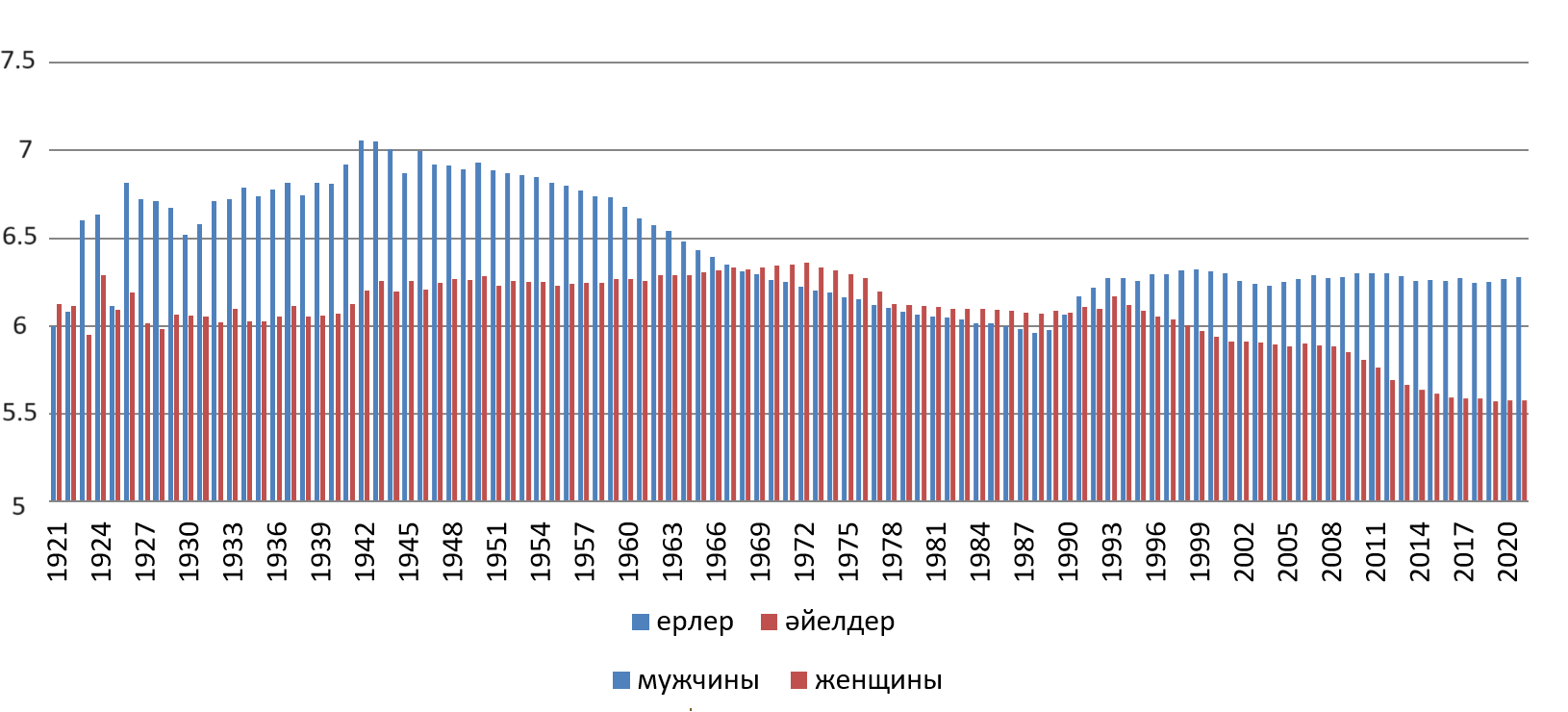
Средняя длина в буквах имен казахов за 1920—2021 годы

Большинство казахских имён, как правило, имеют прямой или косвенный перевод. Например, имя Айсулу (Ай+сулу) — переводится как «красивая, как луна»

## Личное имя
Имеют казахское (тюркское), персидское, арабское происхождения. Некоторые имена встречаются сразу в нескольких формах, например Шара, Зара (являющиеся по сути разным произношением одного и того же имени).

### Тюркские имена

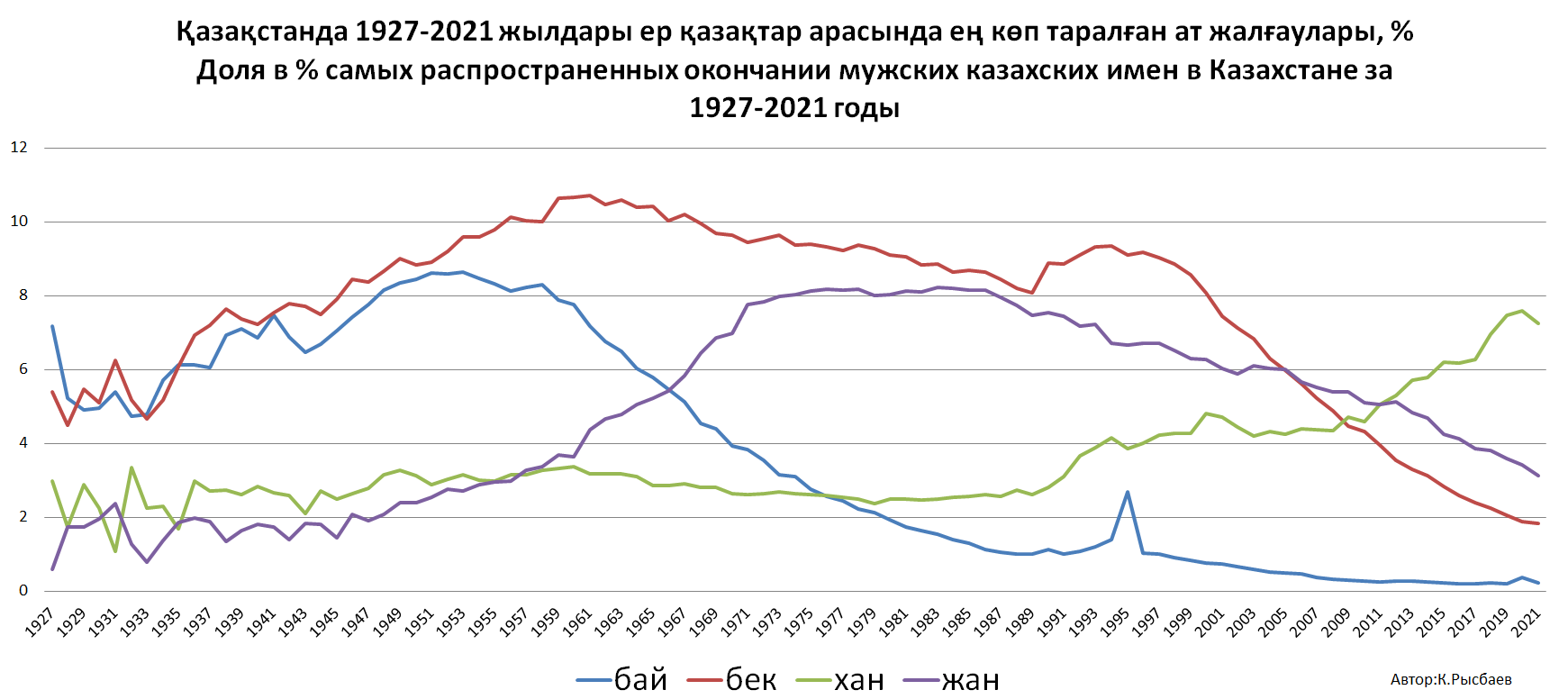
Доля в % самых распространённых окончании имен мужчин казахов в Казахстане за 1927—2021 годы

Некоторые тюркские имена имеют прямой перевод, например Арман (Мечта), Шолпан (Венера (планета)), Қанат (Крыло)
Другие тюркские имена являются сложносоставными — состоят из двух корней разных слов (существительное + существительное или существительное + прилагательное), причём среди них много поэтически-возвышенных, например Айнұр — «Лунное сияние», Айгүл — «Лунный цветок», Нұргүл — «Сияющий цветок», Гүлнур (Гүл+Нұр) — «Цветущая-сияющая», Гүлжан — «Цветущая душа», Айжан — «Лунная душа», Нұржан — «Сияющая душа». Вообще, казахи считают красивым всё, что связано с природой. Но обладательницей высшей красоты считается луна — «Ай» (также переводится как «месяц» и в значении небесного тела, и в значении единицы измерения времени). Например — Айдана, Айжан, Айман, Айсана, Айсұлу, Айгүл, Айнұр, Айдос, Айдан, Айханым, Айбала, Айбике, Айбол, Айлана.
Многие тюркские сложносоставные имена имеют форму <существительное + глагол>, что придаёт им сложную смысловую нагрузку. Сюда относятся имена, дававшиеся по какому-то особенному признаку, сопровождавшему рождение ребёнка, или описывающие физические или поведенческие особенности человека (в старину имена могли меняться с возрастом или после каких-либо событий). Например, имя «Айтуған» переводится как «рождённый в начале месяца», «Құдайберді» — «данный Богом»-(Богдан), «Күткен» — «Долгожданный».
Детям даются также имена-пожелания, чтобы ребёнок в будущем заключал в себе те качества, которые обозначает имя. Например, Болат переводится как могучий, стальной, несокрушимый, мужественный, храбрый, сильный, хороший. Темір (Тимур) — железный, железо, непоколебимый, крепкий как железо.
Существует также самая интересная и необычная категория имён, которые по сути являются именами-пожеланиями. Например, имя Ербосын (Ер+Болсын) переводится как «пусть станет мужчиной», а женское имя Кызтумас (Қыз+Тумас) переводится «пусть за ней не родится девочка» (даётся при рождении 3 и более девочек при отсутствии мальчиков из опасения, что род прервётся). Есть также женские имена, в которых девочку называют мальчиком: Ұлбосын (Ұл+Болсын, л в именах не призносится и опускается на письме) «пусть за ней будет мальчик», Ұлбала (Ұл+бала) «мальчик» и др. Такие имена-пожелания-программы с самого начала могли определить жизненный путь человека.
Есть также имена, как тюркского так и арабо-персидского происхождения, прямой перевод которых был почти забыт, например, Әлмира (не путать с именем германского происхожения Эльмира) — «знаменитая», «добросовестная», «честная», Ариман — «злой дух» по-персидски, возможно, что «ошибка писаря»: вместо Арман — «мечта, надежда».
Имя Галий имеет несколько возможных происхождений. В первую очередь, это арабское имя, производное от «Халил», что означает «возлюбленный». Или другой вариант перевода для имени Галий — тюркское производное от Гали/Али — «высокий, высочайший халиф». Таким образом, имя Галий, как и его женский вариант Галия, несут в себе значение возвышенности, благородства и значимости. 
В прежние времена казахи, чтобы уберечь детей от сглаза, давали имена с обсценными корнями, например: «Көтібар» — «имеет промежность», «Сасықбай» — «вонючий, но богатый», и т. д.
Мужские имена часто заканчиваются на -бай, -бек, -би/-бій, -хан, -гали/әлі. Суффикс -бай переводится как «мужчина», приставка Бай- — как «богач, богатый». Многие нынешние фамилии заканчиваются на -баев, -баева.
Женские имена часто имеют в составе гүл — «цветок», нұр — «сияющая».

### Заимствования имён изавраамических религий
Традиционной является арабская форма имён персонажей из авраамических религий (ислам, христианство, иудаизм) в казахской транскрипции, которые проникли из арабского языка через религиозные книги и проповеди. Вот некоторые из таких имён:
- Мариям (каз. Мәриям) — Марьям (библ. Дева Мария)
- Иса (каз. Иса, Ғайса) — Иса (библ. Иисус Христос)
- Муса (каз. Мұса) — Муса (библ. Моисей)
- Хауа — Хавва (библ. Ева)
- Исраел — Исраиль (библ. Израиль; одно из имён Якуба)
- Закария (каз. Зәкәрия) — Закария (библ. Захария)
- Матей (каз. Мәтей, Мәтеу, Матай) — Матфей
- Микаел — Микаил (библ. Михаил)
- Ибрахим (каз. Ибраһим, Ыбырайым) — Ибрахим (библ. Авраам)
- Ильяс (каз. Ілияс) — Ильяс (библ. Илия)
- Жусуп (каз. Жүсіп) — Юсуф (библ. Иосиф)[4]
- Жакуп (каз. Жақып) — Якуб (библ. Иаков)
- Яхъя (каз. Йахия, Жақия) — Яхъя (библ. Иоанн)
- Сулейман (каз. Сүлеймен) — Сулейман (библ. Соломон)
- Дауыт (каз. Дәуіт) — Давуд (библ. Давид)
- Арон (каз. Арон, Һарұн) — Харун (библ. Аарон)
- Ыскак (каз. Ысқақ) — Исхак (библ. Исаак)
- Жабраил (каз. Жәбірейіл) — Джибриль (библ. Гавриил)

Реже встречаются Адам. Имеются также Даниал, Сара/Шара/Зара.

### Арабские заимствования
Арабская форма имён данных в честь исторических личностей, является традиционной, например Аль-Искандер — каз. Ескендір (Александр Македонский). А мужские имена нехарактерны, хотя могут встречаться у казахов, живущих за границей. Например женское имя Жамал, является традиционным. В то же время мужское имя Мустафа для казахов Казахстана нехарактерно, но этим именем звали Мустафу Озтюрка.
Имя пророка Мухаммеда в казахском языке встречается в нескольких интерпретациях:
- Мәмбет, Мембет
- Махамбет
- Маханбет[4]
- Махмұт
- Мұхаммет, Мұхамет
- Мұхамбет
- Мәмет
- Махмет
- Мақан
- Мұқан

Распространены арабские имена, как в казахской интерпретации так и в неизменной форме такие как:
- Айша
- Алим — Әлім, Ғалым
- Алиф — Альпия
- Анвар — Ануар
- Бахит — Бақыт
- Давлет — Даулет
- Кадир — Қадыр
- Кали
- Касим — Қасым
- Сабир — Сабыр
- Сабит
- Фатима — Батима
- Хасан — Қасан, Асан
- Уаис
- Идрис — Ыдрыс

Иногда встречается смесь тюркских и арабских/иранских корней в имени. Например, Молдабек (араб. мулла = «господин», «священнослужитель» + тюрк. бек = «повелитель, князь, министр»), Уәлихан и Валихан (араб. вали = «правитель» + тюрк. хан = «монарх, сюзерен») или Алдаберген (араб. Алла́ = «единственный бог» + тюрк. берген = «дал»).
От сокращения длинных арабских имен возникли новые короткие имена. Например: Абдрахим — Әбіш, Гулбахрам — Күләш, Садуакас — Сәкен.
Также распространено имя Әсел, что в переводе с арабского (асал) означает: восточная сладость, мед (такие имена являются макрухом в исламе, то есть имя арабское, но не мусульманское).
После получения независимости и распространения нетрадиционного ислама в Казахстане возросла доля арабских имен. Эту тенденцию связывают с ползучей арабизацией и исламизацией.

### Русские и советские заимствования
Среди казашек (не обязательно в интернациональных семьях) иногда встречаются наречения женскими русскими именами. Нередки имена Светлана (депутат мажилиса Светлана Джалмагамбетова), Лариса и Римма, но не путать с именами сходно звучащими, например Райса́ (из арабского араб. رئيسة‎ «начальница, глава, руководительница») — актриса Раиса Мухамедьярова).
В межнациональных семьях мальчикам и девочкам нередко давались русские имена или имена характерные западноевропейским народам — к примеру Герой Советского Союза Николай Саинович Майданов и певица Альбина Джанабаева.
Встречаются имена заимствованные из терминов внесённых в речевой оборот в годы советской власти.
Некоторые примеры заимствований из советской эпохи:
- Азамат — с казахского «Гражданин»
- Аида — имя главной героини оперы Дж. Верди
- Алтай — от топонима Алтай
- Арлен — сокращение «Армия Ленина»
- Дамир — от лозунга «Даёшь мировую революцию!», «Да здравствует мировая революция» или «Да здравствует мир»
- Дияс (Диаз) — в честь испанского коммуниста Хосе Диаса
- Жеңіс — с казахского «Победа»
- Жолдас — с казахского «Товарищ»
- Зарема — от лозунга «За революцию мира!»
- Зарина — от нарицательного «Заря»
- Казбек — от топонима Казбек
- Карина — от названия Карского моря
- Кеңес — с казахского «Совет»
- Клара — в честь активистки Клары Цеткин
- Қоғам — с казахского «Общество»
- Лира — от нарицательного существительного
- Мадениет (Мәдениет) — с казахского «Культура»
- Марат — в честь Ж. П. Марата
- Мақсат — с казахского «Цель»
- Марлен (Мәрлен) — от фамилий Маркс и Ленин
- Майдан — с казахского «Фронт»
- Мая — от слова «Май»
- Мира — от «Мировая революция»
- Мэлс — сокращение от Маркс, Энгельс, Ленин и Сталин
- Нархоз — сокращение от «Народное хозяйство»
- Октябрь — в честь Октябрьской революции
- Орынбасар — от казахского «Заместитель»
- Рабфак — сокращение от «Рабочий факультет»
- Рамиль (Рәміл) — от «Рабочая милиция»
- Ренат — сокращение от «Революция, наука, труд»
- Роза — в честь революционной активистки Розы Люксембург
- Совет, Советхан, Советбек — от «Советская власть»
- Солдат (Солдатбек) — от слова «Солдат»
- Совхозбек — производное от слова «Совхоз»
- Сайлау — с казахского «Выборы»
- Съез — от «Съезд партии»
- Эльмира — сокращение от «Электрификация мира»
- Закон

И многие другие имена, являвшиеся сокращениями или объединениями терминов с типично казахскими окончаниями имён. Иногда эти имена являются европеизацией в свидетельствах о рождении, паспортах исконных казахских имён, например Роза из Рауза, Совет из Сәбит.

### Персидские заимствования
Реже встречаются имена, заимствованные из персидского языка. Причём это заимствование зачастую происходило через арабский язык. Некоторые казахские имена состоят из двух корней — персидского и тюркского.

### Другие заимствования
Также среди казахов распространены имена в честь географических топонимов, такие как: Астана, Берлин, Вашингтон, Марсель, Мадина, Саян и т. д.
Имя может даваться в честь текущих событии. Например: Саммит (Во время саммита ОБСЕ в Астане), Женис (В честь Победы), Азиада (В честь Седьмых Зимних Азиатских игр).
Неарабизированная форма имён, данных в честь известных исторических личностей, хоть и редко, но встречается, например: Архимед (Архимед Сиракузский), Аплатон (Платон), Генрих, Чингиз (Чингиз-Хан). Также было заимствованно имя Эльвира, сходное по звучанию с традиционным именем Эльмира.
Причём некоторые из неарабизированных исторических имён (в основном женские) встречаются повсеместно, например: Индира (Индира Ганди) и Жанна (Жанна Д'Арк).
Для межнациональных семей (казахско-русские) характерны русские и европейские или русские имена тюркского происхождения, имена, которые похожи на казахские. Например: Тимур, Руслан и т. д.
В последнее время широко стали использоваться имена, заимствованные у ираноязычных саков-массагетов, населявших территорию Казахстана. Особенно широко используются указанные имена (хотя они нетипичны для тюркоязычных казахов) после получения Казахстаном Независимости. Наиболее распространённые — Томирис, Зарина.

### Дополнительные толкования имён
- Адам — в переводе с казахского «человек».
- Адель (Әдель) — имя французского (а также немецкого, католического) происхождения, означающее «благородный(ая)».
- Азамат — от арабского «величественный».
- Алмаз — от древнегреческого «несокрушимый».
- Амалия (Амаль, Амалья) — имя древнегерманского происхождения означающее «трудолюбивая» или «усердная».
- Анель (Әнель)
  - от французского топонима "Asnelles (Анель)".
  - от немецкой фамилии "Hänel (Анель)".
  - с боснийского «честный правитель».
- Аржан — от французской фамилии "Argent", означающее «серебро».
- Арман — от французского имени "Armand", восходящее к немецкому "Herman (Герман)" и означающее «армейский мужчина».
- Арсен — от древнегреческого «мужественный».
- Аскар — в переводе с синдарина «рвущийся, неистовый».
- Дамир — образовано из двух частей глагола «дать» и существительного «мир».
- Дария (Дәрия) — женская вариация греко-персидского имени "Дарий".
- Дарын — от английского имени "Darren", которое в свою очередь заимствовано от ирландского "Ó Dáiríne" означающее «плодотворный» или «дуб».
- Диана — имя латинского происхождения, связанное с древнеримской богиней Дианой, покровительницей луны, охоты и дикой природы. Его корень восходит к латинскому Diviana, что означает «божественная» или «светлая».
- Диас
  - титульное значение «Бог всех Богов» с греческого "Δίας". В современном греческом используется для описания Зевса.
  - от протоиндоврепейского слова "deiwas", означающее «бог» или «божество», от которого впоследствии образовались названия бога во многих других языках (исп. Dios, лат. Deus, литов. Dievas итд).
- Ерик (Эрик, Ерік) — имя северогерманского происхождения означающее «Самый могущественный (*aina- — один, единственный + -rik — могущественный, знатный)».
- Ильяс (Ільяс) — имя семитского происхождения, происходящее от древнееврейского אֵלִיָּהוּ (Eliyahu), что означает «Яхве — мой Бог».
- Кайсар (Қайсар) — адаптация имени Цезарь.
- Мадияр (Мадьяр) — имя связанное с этнонимом мадьяры (венг. magyar) — самоназванием венгров, что могло означать «сильный» или «независимый».
- Марлен (Марлена) — женское имя произведённое от смеси имён Мария и Магдалена.
- Мира — имя латинского происхождения от "mirus", означающее «чудо» или «чудесная».
- Роза — в честь одноимённого цветка.
- Сакен — в честь известного остзейского дворянского рода Остен-Сакен.

### Искажения женских имён
Под влиянием русского языка, в котором только одно женское имя (Любовь) заканчивается на согласную, в быту произношение казахских женских имён заканчивающихся на согласную, приобрело окончание на гласную букву -а или -я. Подобное явление в основном встречается в городской среде. У многих оно закрепилось в официальном имени в документах.
Примеры искажения:
- Анар — Анара
- Айгүл — Айгуля
- Асель — Аселя
- Гаухар — Гаухара
- Гүлнар — Гульнара (актриса Гульнара Дусматова).
- Маржан — Маржана

### Сокращение мужских имён
В дружеском кругу и в кругу знакомых, допускается сокращение мужских имён по определённой форме, где заглавные буквы имени и сокращённого обращения совпадают. В таких случаях традиционные окончания сокращений бывают -еке, -әке. Также допустимо такое обращение и к пожилым женщинам со стороны сверстников.
Примеры сокращений.
- Асетжан (Асылхан, Асылжан, и т. д. имена на Ас-) — Асеке
- Абылай (Абулхаир, Абзал, Айбек и т. д.) — Абеке
- Абзал (Абай, Абзал т.д.) — Абекен
- Айбол (Айдос и т. д.) — Айеке
- Арман (Архат, Ардақ, Арнур и т. д.) — Ареке
- Бахыт (Бораш, Бейбут, Болат, Бекназар и т. д.) — Бәке
- Ерлан (Еркен, Еламан, Елдос, Ердос, Ержан, Ернұр и т. д.) — Ереке
- Жанат (Жамбыл, Жандос, Жумахан и т. д. имена на Ж) — Жәке
- Қалмұхамбет (Қалыпберген, Қалмырза, Қалдыбек и т. д. имена на Қал-) — Қалеке
- Касымхан (Касиман, Қасымжомарт и т. д. имена на Кас-) — Қасеке
- Мақсат (Марат, Мұхтар, Мұсахан и т. д. имена на М) — Мәке
- Нариман (Найманбек, Несипбай и т. д. имена на Н) — Наке
- Нұрлан (Нұржан, Нұрсултан, Нұрдаулет и т. д. имена на Нұр-) — Нұреке
- Сәкен (Сәткен, Сейітқазы, Сүлеймен и т. д.) — Сәке
- Тасмағамбет (Темірлан, Төлепберген, Тойлыбай и т. д.) — Тәке

### Созвучие имён
Существует сохранившийся до наших дней обычай давать второму и следующим детям, имена созвучные имени старшего ребёнка того же пола (каз. ұйқас, ұқсас), то есть, чтобы имена шли в рифму (необязательно точную). Например, если первую дочь звали Айгүл, то вторую ради созвучия могут назвать Айнұр (созвучие с первым слогом) или Нұргүл (созвучие со вторым слогом). Иногда ради созвучия могут также дать и нетрадиционное имя, например, если одну дочь зовут Гүлмира, а другую Эльмира, то третью ради созвучия могут назвать нетрадиционным именем Эльвира.
Тем самым для посторонних людей акцентируется более близкие родственные связи между сиблингами. Данный обычай мало освящён в научных трудах по антропонимике, но часто упоминается в литературе и эпосе, например, поэма Айман — Шолпан.

## Статистика

### 250 мужских имен попереписи населения 2021года[12][13]
1. Азамат - 63 818
2. Серик - 53 780
3. Марат - 50 601
4. Руслан - 50 382
5. Нурлан - 50 068
6. Ерасыл - 49 660
7. Ерлан - 49 623
8. Алихан - 47 826
9. Данияр - 46 390
10. Арман - 45 476
11. Бауыржан - 43 246
12. Ержан - 42 620
13. Кайрат - 42 146
14. Талгат - 40 435
15. Диас - 38 940
16. Мирас - 34 868
17. Рамазан - 34 854
18. Канат - 34 751
19. Мурат - 34 181
20. Санжар - 33 338
21. Нұрислам - 32 272
22. Ербол - 31 455
23. Дамир - 29 525
24. Нұрасыл - 28 648
25. Нуржан - 28 034
26. Аскар - 27 082
27. Айбек - 26 861
28. Бекзат - 26 796
29. Жандос - 26 795
30. Дархан - 26 143
31. Айсұлтан - 25 941
32. Болат - 25 661
33. Нұрсұлтан - 25 500
34. Олжас - 25 382
35. Арсен - 25 178
36. Тимур - 25 060
37. Самат - 25 026
38. Асхат - 24 900
39. Берик - 24 562
40. Мадияр - 24 396
41. Алдияр - 24 335
42. Ислам - 23 982
43. Айдос - 23 825
44. Амир - 23 402
45. Алмас - 22 878
46. Али - 22 583
47. Куаныш - 21 711
48. Ернар - 21 533
49. Аян - 21 161
50. Аслан - 21 153
51. Әділет - 20 692
52. Даурен - 20 318
53. Нұрдәулет - 20 193
54. Асылбек - 20 137
55. Ерболат - 20 103
56. Дастан - 19 473
57. Ермек - 19 098
58. Айдын - 19 058
59. Даулет - 18 430
60. Максат - 18 181
61. Абай - 17 988
62. Нурсултан - 17 440
63. Айдар - 17 330
64. Расул - 17 227
65. Бауржан - 17 148
66. Алинұр - 16 910
67. Алишер - 16 643
68. Ерсұлтан - 16 499
69. Дидар - 16 270
70. Алибек - 16 269
71. Ернұр - 15 963
72. Саят - 15 948
73. Бексұлтан - 15 836
74. Абзал - 15 586
75. Бекжан - 15 427
76. Мейрамбек - 15 403
77. Еркебұлан - 15 348
78. Медет - 15 045
79. Абылай - 15 006
80. Сұлтан - 14 736
81. Мансур - 14 714
82. Бекарыс - 14 711
83. Ринат - 14 611
84. Жанат - 14 552
85. Жанболат - 14 407
86. Дарын - 14 380
87. Нұржан - 14 157
88. Бақдәулет - 13 982
89. Жасулан - 13 786
90. Ильяс - 13 706
91. Рауан - 13 661
92. Дулат - 13 639
93. Әлихан - 13 615
94. Әли - 13 565
95. Қуаныш - 13 506
96. Темірлан - 13 383
97. Мақсат - 13 367
98. Алтынбек - 13 150
99. Асылхан - 13 101
100. Бейбарыс - 13 065
101. Батырхан - 13 030
102. Алмат - 12 993
103. Жасұлан - 12 847
104. Азат - 12 694
105. Ануар - 12 670
106. Бахтияр - 12 440
107. Мейіржан - 12 309
108. Рустем - 12 257
109. Мансұр - 12 227
110. Дінмұхаммед - 12 205
111. Асылжан - 12 188
112. Айбар - 12 064
113. Асет - 12 003
114. Еркебулан - 11 952
115. Бакытжан - 11 638
116. Еркин - 11 635
117. Нурбол - 11 603
118. Амангельды - 11 564
119. Омар - 11 523
120. Мухтар - 11 484
121. Султан - 11 177
122. Мағжан - 11 097
123. Думан - 11 020
124. Рустам - 10 970
125. Дәулет - 10 959
126. Елдос - 10 854
127. Сакен - 10 837
128. Аңсар - 10 789
129. Абылайхан - 10 765
130. Қайсар - 10 532
131. Галымжан - 10 512
132. Мади - 10 451
133. Арлан - 10 287
134. Алан - 10 254
135. Еламан - 10 107
136. Бекболат - 10 033
137. Заңғар - 9 942
138. Рахат - 9 932
139. Жанибек - 9 924
140. Сабит - 9 899
141. Әмір - 9 840
142. Темирлан - 9 804
143. Нурболат - 9 796
144. Ибраһим - 9 694
145. Нурбек - 9 595
146. Алмаз - 9 535
147. Жомарт - 9 439
148. Ералы - 9 422
149. Сырым - 9 377
150. Аманжол - 9 208
151. Саян - 9 122
152. Нариман - 9 086
153. Әділ - 9 078
154. Нурлыбек - 9 061
155. Нұрлан - 8 880
156. Нұрбек - 8 867
157. Бахытжан - 8 756
158. Муслим - 8 699
159. Александр - 8 600
160. Даниял - 8 501
161. Әлинұр - 8 499
162. Шыңғыс - 8 482
163. Нұрали - 8 467
164. Тамерлан - 8 425
165. Серік - 8 374
166. Сержан - 8 333
167. Нұрболат - 8 226
168. Бекнұр - 8 200
169. Болатбек - 8 197
170. Даниал - 8 177
171. Нұрбол - 8 146
172. Қанат - 8 057
173. Амирхан - 8 025
174. Ансар - 7 999
175. Асан - 7 985
176. Женис - 7 916
177. Ахмет - 7 909
178. Бақытжан - 7 803
179. Багдат - 7 725
180. Адиль - 7 689
181. Райымбек - 7 610
182. Мәди - 7 564
183. Нурдаулет - 7 333
184. Ақжол - 7 307
185. Дінмұхамед - 7 300
186. Арнұр - 7 108
187. Асқар - 7 105
188. Дәурен - 7 086
189. Әлішер - 7 056
190. Ерик - 7 025
191. Габит - 6 898
192. Қайрат - 6 859
193. Жалғас - 6 833
194. Бакыт - 6 785
195. Сергей - 6 757
196. Саламат - 6 701
197. Алижан - 6 687
198. Марлен - 6 673
199. Альтаир - 6 594
200. Нұртас - 6 577
201. Нұрдаулет - 6 558
202. Ілияс - 6 557
203. Мерей - 6 552
204. Артур - 6 545
205. Куандык - 6 531
206. Жәнібек - 6 454
207. Бахыт - 6 386
208. Ардак - 6 364
209. Амантай - 6 352
210. Муратбек - 6 320
211. Айбол - 6 233
212. Алинур - 6 221
213. Берік - 6 184
214. Нургали - 6 174
215. Талғат - 6 121
216. Ергали - 6 121
217. Ұлан - 6 116
218. Әбілмансұр - 6 033
219. Серикбай - 5 998
220. Ғалымжан - 5 980
221. Нұрлыбек - 5 955
222. Булат - 5 942
223. Куат - 5 903
224. Әлібек - 5 835
225. Жаксылык - 5 827
226. Әсет - 5 813
227. Батыр - 5 766
228. Бағлан - 5 760
229. Ерхан - 5 730
230. Эльдар - 5 723
231. Сабыржан - 5 719
232. Ердәулет - 5 714
233. Жансерік - 5 701
234. Нұрәли - 5 672
235. Нұрхан - 5 664
236. Орынбасар - 5 630
237. Мейрам - 5 629
238. Азиз - 5 626
239. Бағдат - 5 579
240. Жарас - 5 488
241. Алимжан - 5 475
242. Гани - 5 429
243. Батырбек - 5 405
244. Елнұр - 5 375
245. Бекасыл - 5 354
246. Абдурахман - 5 349
247. Фархат - 5 338
248. Шерхан - 5 330
249. Жантөре - 5 330
250. Бейбит - 5 329

### 250 женских имен попереписи населения 2021года
1. Аружан - 73 469
2. Динара - 59 818
3. Мадина - 59 369
4. Айгуль - 57 850
5. Айзере - 56 770
6. Айдана - 55 029
7. Алия - 54 921
8. Жанар - 52 050
9. Айша - 49 944
10. Айару - 49 670
11. Айнур - 49 171
12. Айгерим - 46 484
13. Айжан - 45 543
14. Аяулым - 45 427
15. Салтанат - 45 080
16. Сауле - 43 443
17. Арайлым - 42 917
18. Гульмира - 42 249
19. Амина - 41 644
20. Диана - 40 535
21. Кәусар - 39 658
22. Асель - 39 517
23. Жансая - 37 925
24. Роза - 35 714
25. Меруерт - 33 652
26. Раяна - 33 088
27. Назерке - 32 825
28. Айым - 31 816
29. Гаухар - 31 697
30. Інжу - 31 010
31. Эльмира - 30 528
32. Шолпан - 30 359
33. Медина - 30 281
34. Маржан - 30 097
35. Аида - 29 920
36. Алтынай - 29 660
37. Гульнара - 29 098
38. Дана - 28 835
39. Раушан - 26 447
40. Айлин - 26 330
41. Аяжан - 25 963
42. Аяла - 25 590
43. Мөлдір - 25 293
44. Алина - 24 873
45. Асем - 24 824
46. Гульнар - 24 748
47. Анар - 24 723
48. Ақерке - 24 558
49. Индира - 24 134
50. Жанерке - 24 014
51. Жанна - 23 517
52. Нұрай - 23 382
53. Лаура - 23 269
54. Акмарал - 23 112
55. Зарина - 22 930
56. Сабина - 22 840
57. Айман - 22 803
58. Жазира - 22 708
59. Сымбат - 22 603
60. Айгерім - 22 567
61. Карлыгаш - 22 215
62. Дина - 21 962
63. Томирис - 21 852
64. Камила - 21 679
65. Аяна - 21 053
66. Назым - 20 682
67. Галия - 20 622
68. Баян - 20 533
69. Майра - 20 220
70. Іңкәр - 19 984
71. Жанат - 19 888
72. Әмина - 19 662
73. Дильназ - 19 599
74. Жадыра - 18 711
75. Асия - 18 603
76. Малика - 18 488
77. Әсел - 18 450
78. Анель - 18 296
79. Нургуль - 18 205
80. Ақбота - 18 014
81. Айсулу - 17 413
82. Перизат - 17 392
83. Фатима - 17 360
84. Райхан - 17 336
85. Адина - 17 220
86. Гульжан - 16 926
87. Алуа - 16 819
88. Ажар - 16 800
89. Альбина - 16 662
90. Мерей - 16 537
91. Назира - 16 252
92. Асылым - 16 061
93. Дария - 15 932
94. Светлана - 15 635
95. Шынар - 15 581
96. Самал - 15 510
97. Сезім - 15 018
98. Алмагуль - 14 989
99. Адия - 14 926
100. Зере - 14 878
101. Балжан - 14 848
102. Лаззат - 14 626
103. Жулдыз - 14 518
104. Мария - 14 023
105. Айнұр - 13 982
106. Айкөркем - 13 683
107. Молдир - 13 667
108. Жания - 13 622
109. Сара - 13 329
110. Еркежан - 13 304
111. Фариза - 13 292
112. Айгул - 13 263
113. Жасмин - 13 234
114. Әсем - 13 219
115. Ақнұр - 13 157
116. Жанель - 13 082
117. Куралай - 13 080
118. Ақниет - 13 078
119. Еркеназ - 13 011
120. Мариям - 12 981
121. Азиза - 12 619
122. Ляззат - 12 408
123. Бибигуль - 12 268
124. Фарида - 12 211
125. Қарақат - 12 088
126. Сания - 11 941
127. Сандугаш - 11 935
128. Айзада - 11 831
129. Айсана - 11 696
130. Ботагоз - 11 587
131. Балауса - 11 519
132. Арай - 11 462
133. Венера - 11 191
134. Даяна - 11 165
135. Алтын - 11 084
136. Әйгерім - 10 989
137. Жұлдыз - 10 828
138. Карина - 10 820
139. Көркем - 10 767
140. Айнагуль - 10 747
141. Балнұр - 10 610
142. Ақмарал - 10 588
143. Айғаным - 10 542
144. Гульнур - 10 525
145. Альмира - 10 464
146. Гульназ - 10 265
147. Алма - 10 195
148. Аиша - 10 184
149. Айсұлу - 9 959
150. Әлия - 9 900
151. Зауре - 9 869
152. Назгуль - 9 826
153. Гулмира - 9 713
154. Куляш - 9 613
155. Әдемі - 9 550
156. Алима - 9 537
157. Бакыт - 9 529
158. Марал - 9 422
159. Нуржамал - 9 415
160. Аянат - 9 339
161. Диляра - 9 310
162. Эльвира - 9 273
163. Аруна - 9 212
164. Камшат - 9 201
165. Мәдина - 9 187
166. Шұғыла - 9 168
167. Ұлжан - 9 014
168. Макпал - 9 014
169. Клара - 9 005
170. Сафия - 8 949
171. Амира - 8 656
172. Махаббат - 8 570
173. Нагима - 8 566
174. Жібек - 8 548
175. Асемгуль - 8 504
176. Зауреш - 8 500
177. Гүлназ - 8 475
178. Инабат - 8 430
179. Гулжан - 8 373
180. Гүлнұр - 8 244
181. Нурсулу - 8 240
182. Айнаш - 8 018
183. Каусар - 7 920
184. Жибек - 7 856
185. Асылай - 7 852
186. Ардак - 7 685
187. Замира - 7 684
188. Акерке - 7 678
189. Кымбат - 7 450
190. Нургул - 7 426
191. Тоғжан - 7 376
192. Анара - 7 356
193. Айгүл - 7 337
194. Айнура - 7 332
195. Гүлім - 7 290
196. Гулнар - 7 258
197. Хадиша - 7 229
198. Ұлдана - 7 187
199. Акбота - 7 179
200. Улжан - 7 056
201. Құралай - 6 990
202. Гауһар - 6 937
203. Гулнур - 6 902
204. Нұрайым - 6 898
205. Жаннұр - 6 785
206. Альфия - 6 727
207. Асел - 6 703
208. Аделя - 6 663
209. Толкын - 6 559
210. Гүлдана - 6 543
211. Толғанай - 6 506
212. Дамира - 6 500
213. Зейнеп - 6 493
214. Салима - 6 472
215. Нұргүл - 6 457
216. Кәусәр - 6 453
217. Гүлсезім - 6 431
218. Дарига - 6 418
219. Дарина - 6 400
220. Ясмина - 6 199
221. Айлана - 6 125
222. Милана - 6 098
223. Гульшат - 6 083
224. Улбосын - 6 049
225. Сая - 5 926
226. Тамара - 5 919
227. Бахыт - 5 913
228. Ясмин - 5 906
229. София - 5 878
230. Еңлік - 5 832
231. Наргиз - 5 818
232. Рая - 5 811
233. Жамила - 5 709
234. Сабира - 5 698
235. Зухра - 5 665
236. Алмагул - 5 665
237. Адель - 5 661
238. Қарлығаш - 5 605
239. Татьяна - 5 552
240. Наргиза - 5 465
241. Марина - 5 457
242. Ханшайым - 5 432
243. Багила - 5 427
244. Мереке - 5 398
245. Айя - 5 383
246. Зульфия - 5 377
247. Гулназ - 5 376
248. Саида - 5 363
249. Лейла - 5 362
250. Гульдана - 5 355

### У новорожденных
Самые популярные имена у новорождённых в Казахстане за 2019—2021 годы. Эти имена лучше не давать детям, чтобы сохранить разнообразие казахских имён.

|    | мужские имена | 2019  | 2020  | 2021  |
| -- | ------------- | ----- | ----- | ----- |
| 1  | Алихан        | 4 246 | 4 712 | 4 602 |
| 2  | Айсұлтан      | 3 261 | 3 387 | 3 347 |
| 3  | Нұрислам      | 2 510 | 2 980 | 3 306 |
| 4  | Амир          | 2 422 | 2 383 | 2 479 |
| 5  | Алинұр        | 2 327 | 2 269 | 2 386 |
| 6  | Алдияр        | 1 744 | 2 375 | 2 663 |
| 7  | Али           | 2 079 | 2 084 | 2 387 |
| 8  | Омар          | 1 555 | 1 779 | 2 317 |
| 9  | Рамазан       | 1 810 | 1 719 | 1 906 |
| 10 | Санжар        | 1 729 | 1 852 | 1 754 |

|    | женские имена | 2019  | 2020  | 2021  |
| -- | ------------- | ----- | ----- | ----- |
| 1  | Медина        | 4 892 | 5 557 | 6 203 |
| 2  | Айлин         | 3 919 | 4 980 | 5 602 |
| 3  | Раяна         | 5 124 | 4 703 | 4 519 |
| 4  | Айша          | 3 786 | 4 647 | 5 156 |
| 5  | Асылым        | 3 259 | 4 465 | 5 181 |
| 6  | Айзере        | 4 089 | 4 393 | 4 032 |
| 7  | Аяла          | 3 588 | 4 333 | 4 159 |
| 8  | Амина         | 2 932 | 3 152 | 3 628 |
| 9  | Айару         | 2 995 | 3 332 | 3 237 |
| 10 | Айым          | 2 069 | 3 756 | 3 368 |

## Отчество
Имеются три варианта написания отчества: казахский, русский и арабский. При этом казахский вариант имеет буквальный перевод: қызы/ұлы (чья-либо дочь/сын), а арабский обычно полуофициально используется религиозными деятелями. При массовой раздаче фамилий, которая была организована советской властью в целях борьбы с трайбализмом, были случаи путаницы отчеств и фамилий, когда некоторым людям вместо фамилии в паспорт официально записывалось имя отца, а графа «отчество» оставалась пустой.

## Тёзки
В Казахстане по состоянию на 1 июля 2018 года проживают 520 159 полных тёзок (одинаковая фамилия, имя, отчество), их количество составляет 1 534 915 резидентов. При этом людей, у которых одинаковые фамилия и имя, в Казахстане более 9 млн человек.
63 тыс. мужчин по имени Азамат и 73 тыс. женщин с именем Аружан проживали на момент переписи 2021 года в Казахстане. Бюро национальной статистики выпустило публикацию по популярным именам и фамилиям населения Казахстана по итогам переписи 2021 года.
Так согласно данным публикации более 33 тыс. имен встречаются больше 10 раз и 29 тыс. фамилий — больше 100 раз.
Больше 10 000 раз встречается 136 мужских и 146 женских казахских имен. Так, самыми популярными именами среди мужчин стали Азамат (63 тыс. человек), Серик (53 тыс. человек), Марат (50 тыс.), женщин — Аружан (73 тыс. человек), Мадина (59 тыс. человек), Динара (59 тыс. человек)

## Статистика
30 апреля 2024 года статистический материал об именах и фамилиях по итогам переписи населения 2021 года был опубликован на официальном сайте Бюро национальной статистики. Содержит наиболее распространённые 33 тыс. казахских имен и 29 тыс. казахских фамилий. Содержит имена 95 % казахов и фамилии 83 % казахов. Статистика представлена по годам и регионам. Кроме того, приведены имена и фамилии русских и узбеков. 99 % русских смогут найти в этой таблице свои имена и 69 % русских смогут найти свои фамилии. Данные основаны на результатах переписи населения 2021 года. Это первая столь полная публикация про антропонимику в странах СНГ. Полноценная статистика по именам публикуются обычно в развитых странах Европы.

### Классификация по частоте в квинтелях
| доля | тип имен по частоте | мужские имена, число тезок | мужские имена, число тезок | женские имена, число тезок | женские имена, число тезок |
| ---- | ------------------- | -------------------------- | -------------------------- | -------------------------- | -------------------------- |
|      |                     | больше                     | меньше                     | больше                     | меньше                     |
| 20%  | очень частые        | 25 060                     | 63 818                     | 31 010                     | 73 469                     |
| 20%  | частые              | 11 603                     | 25 026                     | 16 061                     | 30 528                     |
| 20%  | средние             | 4 125                      | 11 564                     | 5 665                      | 15 932                     |
| 20%  | редкие              | 614                        | 4 123                      | 986                        | 5 661                      |
| 20%  | очень редкие        | 1                          | 613                        | 1                          | 986                        |